# Thumeries
Thumeries és un municipi francès al departament del Nord (regió dels Alts de França). L'any 2006 tenia 3.768 habitants. Limita al nord amb La Neuville, al nord-est amb Attiches, a l'est amb Mons-en-Pévèle, al sud-est amb Moncheaux, al sud-oest amb Ostricourt i al 
nord-oest amb Wahagnies.
| 1962                                       | 1968  | 1975  | 1982  | 1990  | 1999  | 2006  |
| ------------------------------------------ | ----- | ----- | ----- | ----- | ----- | ----- |
| 3.401                                      | 3.477 | 3.600 | 3.422 | 3.225 | 3.394 | 3.768 |
| Des de 1962: Població sense dobles comptes |       |       |       |       |       |       |

| Període | Identitat        | Partit |
| ------- | ---------------- | ------ |
| 2001-   | Armand Masquelez |        |

## Personatges il·lustres
- Louis Malle, director de cinema.